# Escola de Teatre i Circ d'Amposta
L'Escola de Teatre i Circ d'Amposta és una escola de formació de teatre i circ de les Terres de l'Ebre.
Naix el 2013. Des del 2017, imparteix un programa de tres anys de durada que inclou les principals tècniques escèniques i la història del teatre.
El 2021, juntament amb l'escola Cèsar Martinell del Pinell de Brai, va presentar el projecte «Cerç de Circ» que va guanyar el premi Baldiri Connexions que atorga anualment la Fundació Carulla. Aquest projecte fomenta la sensibilització d'infants i joves a la formació artística.